# Преждевременная отслойка нормально расположенной плаценты

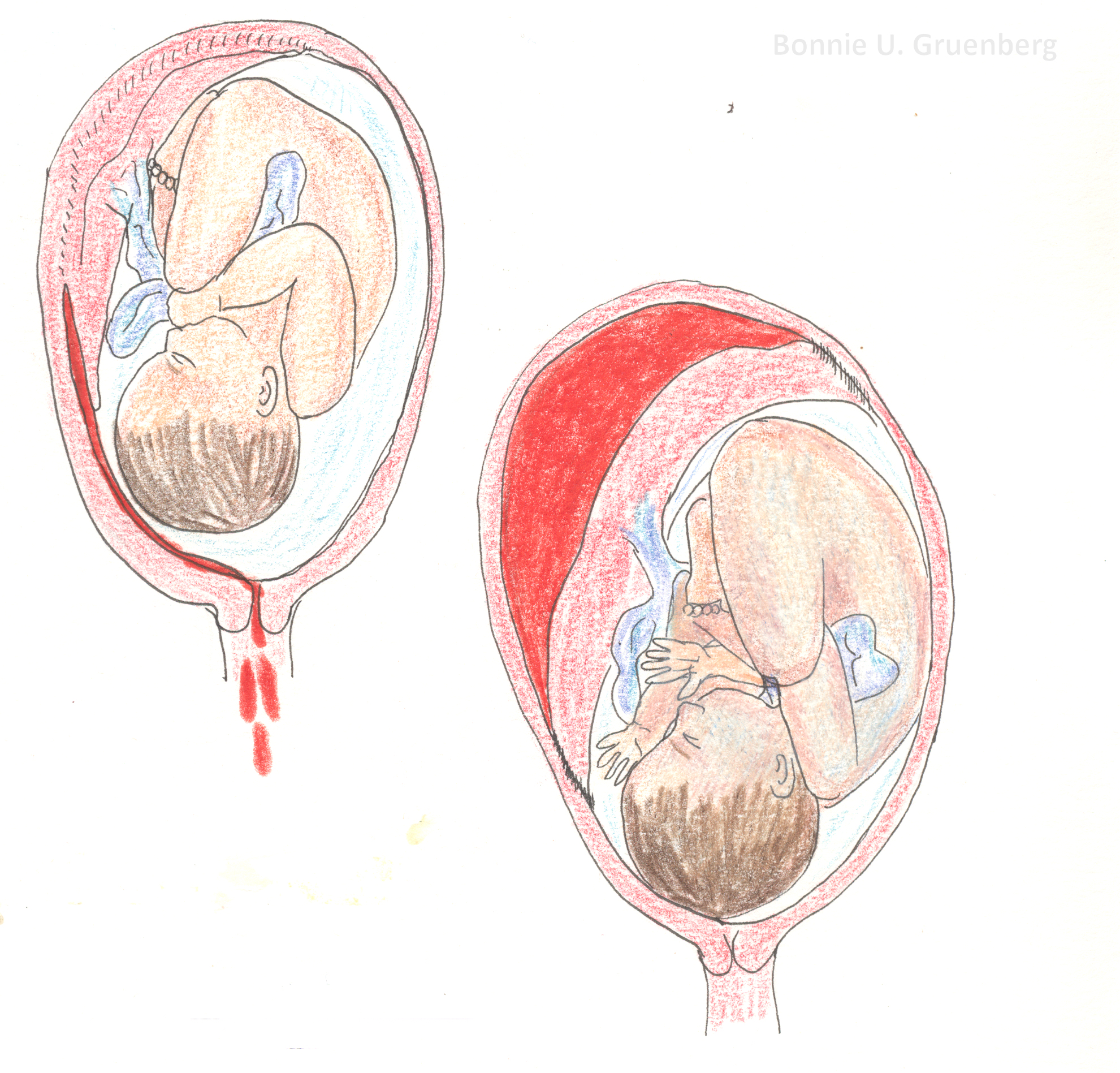
Схематичный рисунок отслойки нормально расположенной плаценты: слева — частичной краевой, справа — центральной тотальной

Преждевременная отслойка нормально расположенной плаценты (ПОНРП) — это отслойка плаценты во время беременности или в первом и во втором периодах родов. В зависимости от площади выделяют частичную и полную её отслойку. При частичной отслойке плаценты от маточной стенки отслаивается часть её, при полной — вся плацента. Частичная ПОНРП может быть краевой, когда отслаивается край плаценты, или центральной — соответственно центральная часть. Отслоение плаценты может быть прогрессирующим и непрогрессирующим.

## Причины ПОНРП

### Первая группа
Факторы, приводящие к развитию данного осложнения:
- Длительный гестоз
- Пороки сердца
- Сахарный диабет
- Системная красная волчанка
- Антифосфолипидный синдром
- Перенесенные операции на матке
- Пороки развития матки
- Переношенная беременность

### Вторая группа
Факторы, приводящие к преждевременной отслойке плаценты на фоне уже имеющихся нарушений:
- Перерастяжение стенок матки из-за многоводия
- Многоплодная беременность
- Крупный плод
- Травматическое повреждение плаценты
- Нарушение синхронности в сокращении матки

Все эти факторы приводят к нарушению связи между плацентой и стенкой матки, разрыву сосудов с формированием ретроплацентарной гематомы.

## Симптомы ПОНРП
При отслойке небольшого участка плаценты может образоваться ретроплацентарная гематома. В этом случае сосуды матки тромбируются и прогрессирование отслойки плаценты прекратится. В ряде случаев кровь пропитывает маточную стенку при значительной отслойке плаценты и большом размере ретроплацентарной гематомы. В этих случаях сократительная деятельность миометрия нарушается. Если происходит краевая отслойка плаценты, то кровь проходит между плодными оболочками и маточной стенкой, тогда наблюдаются симптомы наружного кровотечения, так как кровь изливается во влагалище. Кровь из половых путей сразу после отслойки плаценты алая. Темный цвет свидетельствует о промежутке времени, прошедшем с момента отслойки до начала кровотечения.
Преждевременная отслойка плаценты может быть легкой и тяжелой формы.

### Лёгкая форма
При лёгкой форме преждевременной отслойки плаценты имеется небольшое кровянистое отделяемое из влагалища (в норме 100мл) при образовании ретроплацентарной гематомы кровотечение отсутствует, тонус матки слегка повышен, состояние женщины — удовлетворительное, сердцебиение плода — в норме.

### Тяжёлая форма
При тяжелой форме преждевременной отслойки плаценты отмечаются боли с выраженным кровотечением. В случае скопления крови между стенкой плаценты и маткой кровотечение может отсутствовать, в этом месте образуется ретроплацентарная гематома, возникает локальная болезненная припухлость с нарастанием боли и распространением на все отделы матки. Локальная болезненность может быть невыраженной в случаях расположения плаценты на задней стенки матки, а также при наружном кровотечении. При этом отмечаются следующие признаки: тахикардия и тахипноэ, артериальная гипотония, влажность и бледность кожных покровов, слабость, головокружение, вздутие живота. Отмечают напряжение и болезненность матки. Матка приобретает асимметричную форму.
С началом развития отслойки плаценты нарастают признаки гипоксии плода. Гибель плода может наступить в результате нарастания ретроплацентарной гематомы до 500 мл, а также увеличения площади отслойки плаценты.

## Клиническая картина
Наблюдается резко болезненное выпячивание матки над гематомой, наружного кровотечения нет.
Кровь может отслаивать оболочки плодного пузыря до зева. При этом кровь будет изливаться наружу.
При наличии ретроплацентарной гематомы кровь пропитывает стенку матки, просачиваясь через мышечные слои до серозного покрова, такая матка получила название матка Кувелера. Данное осложнение ведёт к развитию ДВС-синдрома.

## Диагностика преждевременной отслойки плаценты
Диагностика ПОНРП основана на клинических проявлениях. К ним относятся наличие кровянистых выделений из влагалища на фоне повышенного тонуса матки, изменение формы матки, ранние признаки гипоксии плода. При постановке диагноза учитывают жалобы беременной пациентки, данные анамнеза, клинического течения, а также результаты объективного, инструментального и лабораторного исследования, в частности УЗИ, которое дает возможность определить объём и границы ретроплацентарной гематомы.

## Роды при преждевременной отслойке плаценты
Экстренное проведение кесарева сечения показано в случаях прогрессирования отслойки плаценты. Вскрытие плодного пузыря противопоказано при отсутствии родовой деятельности, так как в результате снижения внутриматочного давления преждевременная отслойка плаценты может увеличиться.
Родоразрешение через естественные родовые пути возможно при легкой форме преждевременной отслойки плаценты, в случае головного предлежания плода, при зрелой шейке матки, соответствии головки плода тазу матери и при условии нормальной родовой деятельности. При родоразрешении естественным путем нужен строгий мониторинг — контроль над состоянием плода и сократительной активностью матки. Вскрытие плодного пузыря производят при развившейся регулярной родовой деятельности. Стимуляция родовой деятельности при преждевременной отслойке плаценты недопустима. После рождения плода необходимо сразу приступить к ручному отделению плаценты и выделению последа, после чего производят осмотр с помощью зеркал шейки матки и стенок влагалища на наличие повреждений и их устранение.

## Профилактические мероприятия
Всех беременных женщин необходимо обследовать для выявления возможных факторов, приводящих к преждевременному отслоению нормально расположенной плаценты. В случае выявления факторов риска пациенткам проводят лечение. Особое внимание уделяют беременным с гестозом. При отсутствии эффекта от проведенной терапии необходимо госпитализировать в родильный дом. Беременные подлежат обязательной госпитализации при сроке в 38 недель.